# Pio Franchi de' Cavalieri
Frà Pio Franchi de' Cavalieri (Veroli, 31 agosto 1869 – Roma, 6 agosto 1960) fu luogotenente del Sovrano Militare Ordine di Malta durante la malattia del Gran Maestro Galeazzo von Thun und Hohenstein.

## Biografia
Pio Franchi de' Cavalieri nacque a Veroli (FR), da nobile famiglia romano-verolana, il 31 agosto 1869.
Distintosi ben presto per gli studi classici, fu da sempre vicino agli ambienti della Biblioteca Vaticana, di cui divenne "Scriptor" onorario e stimato agiografo, associandosi all'Università di Enea Silvio Piccolomini di Roma. Egli diede grandi contributi all'esame e alla traduzione degli scritti della medesima biblioteca, pubblicando anche testi in materia, soprattutto da quando gli archivi vennero decretati di dominio pubblico. Collaborò col bibliotecario e cardinale Giovanni Mercati e col teologo e storico della chiesa tedesco Hans Lietzmann.
Entrato nell'Ordine nel 1897, nel 1907 divenne balì professo prendendo i voti religiosi e ricoprì la carica di Luogotenente Generale dell'Ordine, affiancando il Gran Maestro Galeazzo von Thun und Hohenstein nei mesi della sua malattia e reggendo l'Ordine sino alla nomina del suo successore, dal marzo del 1929 sino al maggio del 1931.
A Fano, nella provincia di Pesaro-Urbino, nel cui territorio si estendeva l'azienda agricola in terra marchigiana della Famiglia, e in particolare nella zona di Calcinelli, lungo la Via Flaminia, le donazioni che Pio concedette alla nascente comunità indussero gli amministratori a dedicargli la cosiddetta Piazza centrale del mercato e la Scuola.
Morì a Roma il 6 agosto 1960.